# Gusicha (Chatangagolf)
Die Gusicha (russisch Гусиха) ist ein 135 km langer Zufluss des Chatangagolfs in der russischen Region Krasnojarsk im Norden von Sibirien.

## Verlauf
Die Gusicha bildet den Abfluss des 55 m hoch gelegenen Portnjaginosees, den sie an dessen Westufer entwässert. Die Gusicha durchfließt eine Tundrasumpflandschaft des Nordrussischen Tieflands im Südosten der Taimyr-Halbinsel. Sie bildet dabei zahlreiche Flussschlingen aus. Die Gusicha fließt anfangs in überwiegend südlicher Richtung. Bei Flusskilometer 46 trifft die Große Rassocha, der größte Nebenfluss, von rechts auf die Gusicha. Anschließend wendet sich die Gusicha in Richtung Ostsüdost und schließlich nach Südosten. Die Gusicha teilt sich ein Flussdelta mit der weiter westlich verlaufenden Große Balachnja. 

## Einzugsgebiet
Das Einzugsgebiet der Gusicha umfasst 5540 km². Es grenzt im Süden an das der Großen Balachnja, im Westen und im Norden an die Einzugsgebiete von Jamutarida und Bikada-Nguoma, beides Zuflüsse des Taimyrsees, sowie im Osten an das der Nowaja.